# Thác trượt Tà Pứa
Thác trượt Tà Pứa là thác nước trên suối Tà Pứa ở xã Đức Phú huyện Tánh Linh tỉnh Bình Thuận, Việt Nam.
Thác trượt Tà Pứa và đèo Tà Pứa 11°17′53″B 107°39′25″Đ / 11,298119°B 107,657075°Đ là các điểm du lịch hấp dẫn hợp thành "tour Tà Pứa" ở Bình Thuận.

## Vị trí
Thác Tà Pứa ở trên suối Tà Pứa trong vùng đất Thôn 5 xã Đức Phú huyện Tánh Linh.
Suối Tà Pứa bắt nguồn từ vùng núi xã Nghị Đức, 11°17′09″B 107°42′06″Đ / 11,285741°B 107,70153°Đ chảy hướng tây rồi tây bắc.
Sang xã Đức Phú suối đổi hướng bắc và có thác ở đó.
Tới xã Đạ Ploa huyện Đạ Huoai tỉnh Lâm Đồng thì suối có tên là Đa Sê Pô, đổ vào dòng Đa Huoai trong hệ thống sông Đồng Nai. 11°21′52″B 107°39′23″Đ / 11,36433°B 107,656365°Đ
Đường tỉnh 713 mở qua vùng này, nối Tánh Linh với huyện Đạ Huoai có đoạn theo lũng suối Tà Pứa. Theo đường này vượt qua đèo Tà Pứa thì có đường vào thác, dài cỡ 1 km.